# アシナガサラグモ
アシナガサラグモ（学名: Neriene longipedella）は、サラグモ科のクモ。この類では大きい方で、また普通に見られるものの一つである。伏せ皿型の皿網を張る。

## 特徴
体長は雌成体で4.5-6.5mm、この科では大きい方に属する。足は細く、非常に長い。頭胸部も腹部も卵形。
頭胸部は黄褐色から褐色で、周辺部は色が薄い。頭部はやや盛り上がる。腹部背面は白で、前半部では中央に縦の黒い条とその両側に二対の黒斑、後半部では横長の黒斑が縦に三つある。雄ではそれらは不明確になる。歩脚は黄褐色だが、生きている時は緑色を帯びる。腹面は黒っぽく、黄色を帯びた斑紋が目立つ。

## 生態
草の間や樹木の下枝あたりまでにドーム状の網を張る。
六月下旬から九月頃まで成体が見られる。雄成体は雌の網にはいる。

## 分布
日本では北海道から九州、それに奄美諸島に産する。北海道では平地から低山に、本州以南では山地に多いとされる。国外ではロシア東部、中国、韓国から知られる。

## 分類
同属のものとしてはシロブチサラグモが似たような場所で見られる。本種ほど足が長くなく、背甲が黒褐色で縁が白い。北海道ではタイリクサラグモも普通。属は異なるがユノハマサラグモも同様な場所に見られる。その中で、本種は成熟が遅く、夏後半まで見られる。より普通種としてはヘリジロサラグモが日本全土で山間部から都市周辺まで広く見られる普通種である。
なお、小野(2009)はこの種やシロブチサラグモなどをシロブチサラグモ属 Prolinyphia とし、その場合、この種の学名は P. longipedella である。